# 本田雅人
本田 雅人（ほんだ まさと、1962年11月13日 - ）は、日本のサクソフォーン奏者、スタジオ・ミュージシャン、作曲家。高知県中村市（現：四万十市）生まれ。国立音楽大学卒業。昭和音楽大学客員教授。非常に卓越した技術力の持ち主で「ハイパーサックスプレイヤー」の異名を持つ。

## 人物・来歴
音楽教員だった父親の影響で小学3年生でサックスを始める。高知県立中村高等学校時代は吹奏楽部に所属、その後、国立音楽大学サクソフォン科に入学、ほぼ同じ時期に秋本奈緒美のサポートで本格的なプロミュージシャン活動を開始する。また大学ビッグバンドの名門チーム「ニュー・タイド・ジャズ・オーケストラ」創立メンバーとして活躍し、1983年の第14回山野 ビッグ・バンド・ジャズ・コンテストに初出場にして最優秀賞を受賞、本田自身も最優秀ソリスト賞に輝いている。翌年もこのコンサートで大活躍したことで、原信夫の目に留まり、翌1985年に大学卒業を前にシャープス&フラッツに前川元の代替メンバーとして参加する。その春、国立音大を首席で卒業。シャープス&フラッツのソリストを務める傍ら角松敏生、渡辺美里、谷村有美、安全地帯など、サポートミュージシャンとしての活動を行う。
この頃、山本達彦のサポートを通じて梶原順と知り合い意気投合、自宅が近くだったこともあり音楽談義や研究に花を咲かせる中、石川雅春も加わりその延長でこの3人でWITNESSを結成、とりわけ梶原とはその後現在に至るまで親友として、また互いのサポートなどでも欠かせない存在として深い親交がある。
1991年T-SQUAREに加入し、同年発表のアルバム『NEW-S』でデビュー。1997年発表の『BLUE IN RED』を最後に翌年に退団、自己ビッグバンド、本田雅人 B.B. STATIONを経て、以後はソロで活動。
1998年にはTHE SEATBELTSに参加。また、勝田一樹、小池修とSAX TRIANGLEを結成、この年と2009年にライブを開催している。
2000年のアルバム『Real Fusion』発売ツアーより梶原順、則竹裕之、青木智仁、松本圭司と「本田バンド」のメンバーがほぼ固定され、青木が急逝する2006年までこのメンバーを中心にソロ活動を行うこととなる。2004年には全曲でこの5人が揃った『Assemble A Crew』をリリースしているが、皮肉にもレコーディングで全員が揃うのはこのアルバムが最後となってしまう。
2002年に塩谷哲、青木智仁、沼澤尚とフォー・オブ・ア・カインド (FOAK) 結成。セルフ・タイトル・アルバムをリリース。2005年までに2枚のオリジナルアルバムをリリースしている。
2004年、チキンジョージレコード代表取締役の間瀬場健治とフォークデュオ「アマント」を結成。このユニットでは「四万十太郎」名義で活動している。その他、バカボン鈴木らと共に「俺たちだって、歌いたい！！」と称したスタジオミュージシャン達が歌を披露するステージにも参加している。
2005年9月9日、神戸での本田バンドのステージでまだ発売されたばかりのEWI4000sを世界で初めてステージで使用している。また、この年の12月、本田も含めて全員が元T-SQUAREの松本 (Key)、則竹 (Dr)、須藤満 (B) と共に「偽スクェア」としてライブを行い翌年、本田雅人 with VOICE OF ELEMENTS (VOE) として正式に結成。同時期に青木の急逝で本田バンドの活動を自粛していたこともありこちらの活動が増える。7月にセルフ・タイトル・アルバムをリリース。
2007年には歌手のマリーンと共演し、Marlene Meets Masato Honda名義でアルバム、『Jazz'n out』を発表。
2008年にはレーベルをビクター・エンターテインメントからBMGジャパンへ移籍、ボブ・ジェームスやネイザン・イースト、ハーヴィー・メイソン、マイク・ミラーらを迎え、初の海外レコーディングとなるアルバム、『Across the Groove』を発表した。同年のうちにBMGジャパンは活動を停止してソニー・ミュージックの子会社となり、結果的にT-SQUAREに在籍していた頃と同じソニーに戻ることになる。また、この頃から本田バンドのベーシストに誕生日が同じという縁で櫻井哲夫が参加するようになり、2009年12月にそのソニーより本田、梶原、則竹、松本、櫻井のメンバーを軸とした『Solid State Funk』を発表。
2015年にはユニバーサルミュージックに移籍し、フュージョンの名門レーベルGRPレコードから5年半ぶりのアルバム『SAXES STREET』を発表。
2021年頃からは、ウインドシンセサイザー使用時にNuRADを使用するようになる。のちにカスタマイズしたものを使用するようになるが、2025年にはそれを元にしたNuRAD R2の限定モデルが、NuRAD日本国内代理店のコウスキミュージックアンドサウンドから発売されることとなった。
父親が音楽教員で家に多くの楽器があり触れる機会が多かったためか、メインインストゥルメントであるサックスやEWIはもちろん、木管、金管、ギター、ピアノ、ドラム、果てはボーカルまでありとあらゆる楽器を演奏できるマルチプレイヤーの一面を持っており、ステージで持ち替えメドレーが組まれることもある。録音でもT-SQUARE時代から多重録音により一人でホーン・セクションを全てこなして「All Woodwinds and Brass Instruments」とクレジットされたことがあるほか、ソロでも全ての楽器を本田自身が担当した『Carry Out』のようなアルバムも存在する。また、角松敏生などのバックで演奏する際にも一つの曲の中でサックスやギターなど複数の楽器を持ち替えて演奏する姿が見られる。なお、自宅にある数々の私物楽器はステージの余興コーナーなどでも度々登場している。
ステージでは通常の楽曲演奏や持ち替えメドレーだけではなく、余興的に色々なコーナー、テーマを決めたメドレー、さらにMCではバックバンドのメンバーらとトークを繰り広げるなどエンターテイメント性に富んだ内容となっている。
母校である中村高校野球部が第49回選抜高等学校野球大会で準優勝した際に吹奏楽部員としてアルプススタンドで演奏に参加しており、また、2017年に第89回選抜高等学校野球大会の21世紀枠に選出された際にも、自作の応援曲を複数書き下ろし、またアルプススタンドでの応援にも参加するなど全面支援している。

## ディスコグラフィ

### アルバム
| タイトル                             | 発売年 | レーベル           | 品番       |  |
| ------------------------------------ | ------ | ------------------ | ---------- |  |
| B.B.STATION LIVE AT ROPPONGI PIT INN | 1998   | ヴィレッジ         | VRFL 0019  |  |
| Growin'                              | 1998   | ビクターJVC        | VICJ 60238 |  |
| Carry Out                            | 1999   | ビクターJVC        | VICJ 60392 |  |
| Illusion                             | 2000   | ビクターJVC        | VICJ 60553 |  |
| Real Fusion                          | 2000   | ビクターJVC        | VICJ 60653 |  |
| What Is Fusion                       | 2001   | ビクターJVC        | VICJ-60736 |  |
| …And You? (Single)                   | 2001   | ビクターJVC        | VICJ-35003 |  |
| Cross Hearts                         | 2001   | ビクターJVC        | VICJ-60838 |  |
| THE BEST AND MORE                    | 2002   | ビクターJVC        | VICJ-60895 |  |
| Crowded Colors                       | 2003   | ビクターJVC        | VICJ-61093 |  |
| Assemble a Crew                      | 2004   | ビクターJVC        | VICJ-61209 |  |
| THE BEST AND MORE II                 | 2008   | ビクターJVC        | VICJ-61539 |  |
| Across the Groove                    | 2008   | BMG JAPAN          | BVCJ-34035 |  |
| Solid State Funk                     | 2009   | SMJ                | SICL 224   |  |
| Saxes Street                         | 2015   | GRP / ユニバーサル | UCCJ-2126  |  |

### 本田雅人 with VOICE OF ELEMENTS
| タイトル                            | 発売年 | 品番       |  |
| ----------------------------------- | ------ | ---------- |  |
| MASATO HONDA with VOICE OF ELEMENTS | 2006   | VICJ-61378 |  |

### VHS
ビクターエンタテインメントから発売
| タイトル       | 発売年 | 品番   |  |
| -------------- | ------ | ------ |  |
| What is Fusion | 2001   | VIVJ-5 |  |

### DVD
| タイトル                                                             | 発売年 | 品番       |  |
| -------------------------------------------------------------------- | ------ | ---------- |  |
| What is Fusion                                                       | 2001   | VIBJ-1     |  |
| Live! Cross Hearts                                                   | 2003   | VIBJ-3     |  |
| Masato Honda LIVE! Assemble A Crew                                   | 2004   | BFBA-00011 |  |
| MASATO HONDA with VOICE of ELEMENTS LIVE2006 AT SHIBUYA-AX 2006.9.10 | 2007   | BFBA-00037 |  |

## プライベート
- 漫画家・安倍夜郎は幼稚園から高校までの同級生[5]。

- サーキットでポルシェを操るなど、カーマニアとして知られる。1997年当時の本田の愛車はポルシェと日産・シルビア コンバーチブル[6]。また、2007年に読売新聞の記事「愛車物語」で紹介された[7]際には、メルセデス・ベンツ・CLS350とフォルクスワーゲン・ゴルフGTIを所有していることや、過去にホンダ・NSX、ポルシェ・993RS、アルファロメオなどを乗り継いできたことなど、本田のカーマニアとしての素顔が紹介されている。

- プロ野球では阪神タイガースファンであり、自身が演奏するNuRADを特注でタイガースカラーにするほどであった。先述のように、このカスタマイズ個体を元に、2025年にNuRAD日本代理店のコウスキミュージックアンドサウンドから発売された本田プロデュースのNuRAD R2は、球団公認グッズ扱いとなっている[2]。